# Arsure-Arsurette
Arsure-Arsurette település Franciaországban, Jura megyében. Lakosainak száma 100 fő (2022. január 1.). Arsure-Arsurette Billecul, Foncine-le-Haut, Bief-des-Maisons, Gillois, Fraroz, Chaux-Neuve és Châtelblanc községekkel határos.

## Népesség
A település népességének változása:
| Lakosok száma | 148  | 110  | 99   | 91   | 94   | 99   | 101  | 100  | 100  | 100  |
|               | 1968 | 1982 | 1990 | 2006 | 2013 | 2015 | 2017 | 2019 | 2020 | 2022 |